# Istituto Dalle Molle di Studi sull’Intelligenza Artificiale

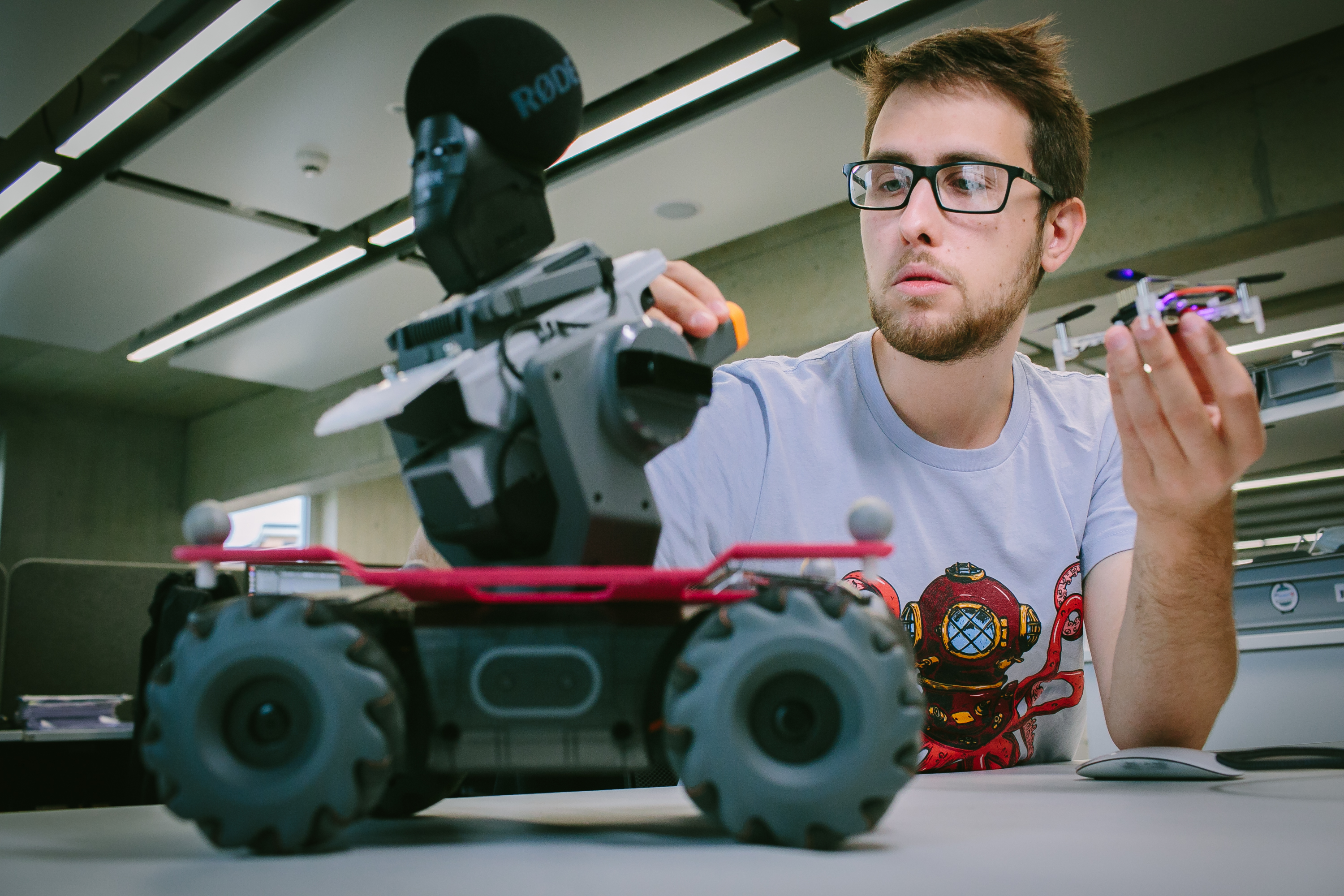
Arbeitsalltag am Institut (2021)

Das Dalle-Molle-Forschungsinstitut für Künstliche Intelligenz (italienisch Istituto Dalle Molle di Studi sull’Intelligenza Artificiale (IDSIA)) wurde 1988 nach der von Angelo Dalle Molle benannten Dalle-Molle-Stiftung gegründet. 1997 wurde IDSIA als eines der besten KI-Forschungseinrichtungen der Welt im Bereich biologisch-inspirierte KI gelistet.
Seit dem Jahr 2000 ist IDSIA eine öffentliche Forschungseinrichtung und mit den lokalen Universitäten USI (ital. Università della Svizzera italiana ‚Universität der italienischen Schweiz‘) und SUPSI (ital. Scuola universitaria professionale della Svizzera italiana ‚Fachhochschule der italienischen Schweiz‘) verbunden.
Ameisenalgorithmen entwickelt von Marco Dorigo (ehemaliger Mitarbeiter) und Luca Maria Gambardella (ehemaliger Direktor) sind heute in weit verbreiteter Anwendung im Bereich der numerischen Optimierung. Das Forschungsgebiet der Schwarmintelligenz ist weiterhin einer der Schwerpunkte des Instituts.
Ein weiterer Schwerpunkt ist Maschinelles Lernen sowie Künstliche Neuronale Netzwerke inkl. Deep Neural Networks (tiefe neuronale Netze). Der wissenschaftliche Direktor Jürgen Schmidhuber hat die LSTM-Architektur entwickelt, die in vielen Anwendungen von Deep Neural Networks eingesetzt wird.
Seit 2007 gibt es einen weiteren Schwerpunkt mit dem Fokus auf Robotik.
Das IDSIA Robotics Lab, vor allem mit der Forschung im Bereich der Roboterschwärme und Humanoiden Robotern, gewann mehrere Auszeichnung.
IDSIA ist eine von drei Schweizer Forschungseinrichtungen, die durch die Dalle-Molle-Stiftung gegründet wurden:
| ISSCO, Genf          | IDSIA, Lugano          | IDIAP, Martigny          |
| -------------------- | ---------------------- | ------------------------ |
| (1973: Sprache & KI) | (1988: Kognition & KI) | (1991: Wahrnehmung & KI) |